# Manuel Cussó-Ferrer
Manuel Cussó-Ferrer (Cornellà de Llobregat, 1948) és un cineasta català que viu a cavall entre Tolosa de Llenguadoc (França) i Barcelona però voluntàriament ha escollit ser venecià i des de 2005, cada any passa un mes a Venècia.

## Trajectòria
Va estudiar enginyeria electrònica i, marcat per l'època de la postguerra, va marxar a l'exili com a protesta per la detenció del militant del MIL, Salvador Puig i Antich. Entre el 1972 i el 1978 va residir en diverses ciutats europees (Brussel·les, Zúric i París), on es va formar en arts teatrals i es va llicenciar en cinematografia al Conservatoire Libre du Cinéma Français. El 1978 retorna a Barcelona i treballa com a tècnic en algunes produccions cinematogràfiques, en publicitat i en sèries de televisió. Col·labora com a ajudant de direcció en una vintena de llargmetratges. El 1987 va crear la seva pròpia productora, KRONOS PLAYS&FILMS, amb la que produeix bona part de la seva obra com a autor-productor. Cal destacar en aquesta època els seus dos curts: Màgia a Catalunya (1983) i Museu d'ombres (1984); que precedirien la seva òpera prima: Entreacte (1988).
El 1991 va dirigir L'última frontera, una pel·lícula rodada a Portbou, Colera i la Serra de l'Albera i precursora en documentar la mort de Walter Benjamin. El llargmetratge va participar en la secció Fòrum del Festival Internacional de Cinema de Berlín de 1992 i es va exhibir en una trentena de festivals i ciutats d'arreu del món.
L'any 2000 va estrenar Babaouo. Actualment participa en seminaris, exposicions i en altres projectes cinematogràfics.

## Obra
- 1977 - Un Dieu sans regard (curt)
- 1979 - L' Estatut de Catalunya (curt co-dirigit amb Antoni Verdaguer)
- 1981-1982 - El gran Teatre del Liceu: un espai que mira al 2000 (curtmetratge co-dirigit amb Xavier Juncosa)
- 1983 - Màgia a Catalunya (curtmetratge)
- 1984 - Museu d'ombres (curtmetratge)
- 1989 - Entreacte
- 1992 - L'última frontera[2]
- 1994 - Gaudí, la remor d'una línia (curtmetratge)
- 1995 - Manresa Hbf (curtmetratge)
- 2000 - Babaouo[3]